# Werner Kienitz
Werner Kienitz, nemški general, * 3. junij 1885, † 31. december 1959.